# 자스민 사보이 브라운
재스민 서보이 브라운(Jasmin Savoy Brown, 1994년 3월 21일 ~ )은 미국의 배우이다.
앨러미다에서 태어났다.

## 출연 작품

### 영화
- Lane 1974 (2017)
- 사운드 오브 데스 (2021)
- 스크림 (2022)
- 스크림 6 (2023)

### 텔레비전
- 레프트오버 (2015-17)
- 포 더 피플 (2018-19)
- 옐로우재킷 (2021-현재)

### 비디오 게임
- 스파이더맨: 마일즈 모랄레스 (2020)